# 王韻嬋
王韻嬋（1977年10月3日—），臺灣女歌星，少女時以演唱〈祈禱〉知名，赴美留學後退出歌壇。

## 演藝生涯
1992年3月19日，統一企業與飛碟唱片合辦的「想飛就飛：徵歌手．徵好詞」總決賽選出王韻嬋、張翠薇、張佩瑤、朱祥琪、陳宮鋒5位新人，這場比賽一共有3168人報名參加徵唱。次年，王韻嬋被飛碟唱片相中，由蔡揚名兒子蔡政良規劃，仿效剛走紅的林志穎，成為公司力捧的新人。但她首張專輯成績平平，被歸類在「不會唱歌」的偶像，於是1993年秋，公司找來臺柱王傑一起重唱翁倩玉的〈祈禱〉。兩人合唱的〈祈禱〉成了臺灣1994年新年的熱門歌曲，是當年有聽眾會指名的點唱歌曲。
王韻嬋唱〈祈禱〉成名後暫離歌壇，就讀復興商工美工科，高二時與新東家合作，一改清湯掛麵造型，以動感、成熟的形象出現。1995年夏，發行專輯，主打歌為〈思凡〉。同年冬天，又推出專輯《禪說》，歌曲分成中國派及非中派兩類歌曲，主打歌為〈一個失魂落魄的女子〉，仿效王馨平〈一個傷透了心的女子〉，被評論是中國派歌曲唱得有點礙手礙腳、效果不能說是很好。
1998年3月6日，王韻嬋又再離歌壇，赴美就讀聖地牙哥州立大學。同年冬天，她表示目前已念完語言學校，在聖地牙哥州立大學主修廣播電視、副修英國文學，目前暫不會回臺灣。
2015年，何妤玟透露王韻嬋已結婚生子，住在韓國。